# Douanne
Douanne, appelée Twann en allemand, est une localité et une ancienne commune du canton de Berne située au bord du lac de Bienne. Elle fait partie de la commune de Douanne-Daucher (Twann-Tüscherz en allemand).

## Histoire
En 1476, la seigneurie de Douanne est achetée par Wilhelm von Diesbach, qui revend la moitié de la seigneurie en 1487.
La commune a fusionné avec Daucher-Alfermée le 1er janvier 2010 pour former la commune de Douanne-Daucher (Twann-Tüscherz en allemand).

## Transports
- Sur la ligne ferroviaire Bienne-Neuchâtel
- Ports d'embarquement pour les bateaux du Lac de Bienne (Douanne et Wingreis)

## Tourisme
Sur le territoire de la commune se trouve  l'île de Saint-Pierre, propriété de l'hôpital des bourgeois de Berne.  Jean-Jacques Rousseau y séjourna.

## Personnalités
- Albert Jahn (1811-1900), historien et antiquaire.